# Paches era
Paches era es una especie de mariposa de la familia Hesperiidae que fue descrita por W.H. Evans, en 1953, a partir de ejemplares procedentes de Perú.

## Distribución
Paches era tiene una distribución restringida a la región Neotropical y ha sido reportada en Perú.

Plantas hospederas
No se conocen las plantas hospederas de P. era.